# Festuca queriana
Festuca queriana är en gräsart som beskrevs av René Verriet de Litardière. Festuca queriana ingår i släktet svinglar, och familjen gräs. Inga underarter finns listade i Catalogue of Life.